# 劉京 (琅邪王)
劉 京（りゅう けい、? - 81年）は、後漢の皇族。琅邪孝王。

## 経歴
光武帝と陰麗華のあいだの子として生まれた。39年（建武15年）、琅邪公に封じられた。41年（建武17年）、琅邪王に爵位を進めた。
劉京は礼儀正しく孝行で、経学を好み、兄の明帝に最も愛された。59年（永平2年）、泰山郡の蓋県・南武陽県・華県と東萊郡の昌陽県・盧郷県・東牟県の6県が琅邪国に加増された。62年（永平5年）、劉京は琅邪国に下向した。
64年（永平7年）、母の陰太后が死去すると、明帝は太后の遺した財宝を劉京に与えた。劉京は莒に琅邪国の都を置いた。宮室の改修を好んで、技巧を凝らし、殿館の壁を金銀で飾らせた。たびたび明帝の徳を讃える詩賦を献上し、明帝はその美しさを褒めて、史官に記録させた。
ときの琅邪国に城陽景王祠があり、官吏や民衆の信仰を集めていた。祠の神はたびたび当時の琅邪国の宮殿が宜しくないと託宣した。このため劉京が琅邪国の華県・蓋県・南武陽県・厚丘県・贛楡県の5県と東海郡の開陽県・臨沂県の2県とを交換して、開陽県に琅邪国の王宮を移したいと上書したので、章帝はこれを許した。81年（建初6年）2月辛卯、劉京は死去した。諡は孝といった。東海郡即丘県広平亭に葬られた。
子の劉宇が後を嗣いだ。

## 子女
- 琅邪夷王劉宇

82年、劉宇の弟13人が封じられて列侯となった。

## 伝記資料
- 『後漢書』巻42 列伝第32